# Холи (празник)
Холи (хинд. होली, енгл. Holi; санскрит: hōlikōtsāva) или Фагва (хинд. 𑂤𑂏𑂳𑂄, енгл. Phagwa), древни је религијски хиндуистички фестивал, поријеклом из Индије, који се слави као Фестивал боја, љубави и прољећа. Он означава прославу вјечне и божанске љубави божанстава Радхе и Кришне, а такође означава побједу добра над злом, пошто обиљежава побједу Вишнуа као Нарасимхе над Хиранјакашипуом. Потиче са Индијског потконтинента и доминантно се прославља у Индији и Непалу, али се проширио и на друге дјелове Азије и одређене дјелове Западног свијета преко индијске дијаспоре.
Познат је као „Празник цвијећа”, „Фестивал боја” или „Фестивал љубави”. Прославља долазак прољећа, крај зиме, рађање нових љубави, а за велики број људи представља дан за игру и смијех, стицање нових познанстава, опраштање и заборављање. Фестивал такође слави почетак добре прољећне жетве и плодну годину. Одржава се последњег дана пуног мјесеца у години у хиндуистичком календару, током мјесеца фалгуна, који је последњи мјесец у години, односно од средине фебруара до средине марта по грегоријанском календару. Траје ноћ и дан, почиње увече на „Дан пуног мјесеца”, када се пале ломаче за тјерање злих духова, док се главна прослава одржава током дана.

## Опис
Холи је света древна традиција Хиндуса и представља празник у многим државама Индије, као и регионални празник у другим државама. Он је културна прослава која хиндусима и нехиндусима даје прилику да се забављају са другим људима бацајући обојену воду и прах једни на друге, а широко је распрострањен на индијском потконтиненту, док је такође преко дијаспоре распрострањен широм свијета. Познат је као „Празник цвијећа”, „Фестивал боја” или „Фестивал љубави”, а за велики број људи представља дан за игру и смијех, опраштање и заборављање. Слави се на крају зиме, последњег дана пуног мјесеца у хиндуистичком луни-соларном календарском мјесецу и обиљежава почетак прољећа, а датум варира у зависности од лунарног циклуса. Обично пада у марту по грегоријанском календару, али се понекад дешава да падне крајем фебруара.
Најистакнутија карактеристика фестивала је да слави почетак прољећа, а такође се назива и фестивалом љубави. У књижевности 17. вијека идентификован је као празник који слави пољопривреду, обиљежава добре прољећне жетве и плодну земљу. Хиндуси вјерују да је то вријеме за уживање у богатим бојама прољећа и за опроштај од зиме. За многе хиндуисте, Холи свечаности представљају прилику да се обнове прекинути односи, окончају сукоби и ослободе се накупљених емоционалних нечистоћа из прошлости.
Фестивал има и вјерску намјену, симболично означену легендом о Холици. Ноћ уочи Холија, пале се ломаче у церемонији познатој као Холика дахан (спаљивање Холике) или Мали Холи. Људи се окупљају крај ватре, пјевају и играју. Наредног дана се слави Холи, познат и као Дули на санскриту, или Дулхети, Дуланди или Дуленди.
У сјеверним дјеловима Индије, дјеца и млади прскају једни друге са раствором праха у боји (гулал), смију се и славе, док одрасли размазују лице једни другима сувим прахом у боји (абир). Посјетиоци се прво дочекују размазивањем боја, а затим се служе посластицама (као што су гуџи, шакарпаре, матри и дахи-бада), десертима и пићима. Након играња са бојама и чишћења, људи се купају, облаче чисту одјећу и посјећују пријатеље и породицу.
Као и Холика дахан, Кама даханам се слави у неким дјеловима Индије. Празник боја у тим крајевима се зове Рангапанчами, а дешава се петог дана послије Пурниме (пуног мјесеца).

## Историја
Холи је древни хиндуистички фестивал са сопственим културним ритуалима који су се појавили прије периода Гупта. Фестивал боја се помиње у бројним списима, као што су Џаиминијеве сутре Пурва мимамса сутре и Катхака грија сутра, са детаљнијим описима у древним текстовима као што су Нарада Пурана и Бхавишја Пурана. Празник „холикотсава“ помиње се и у санскритској драми из 7. вијека под називом Ратнавали, краља Харше. Помиње се у Пуранама као што су Дасакумара чарита од Дандина, и од пјесника Калидасе током владавине Чандрагупте II у 4. вијеку.
Фестивал Холи је фасцинирао европске трговце и британско колонијално особље до 17. вијека. Различита стара издања Оксфордског рјечника енглеског језика га помињу, али са различитим, фонетски изведеним правописом: Хоули (Houly, 1687), Хооли (Hooly, 1698), Хули (Huli, 1789), Хохле (Hohlee, 1809), Холе (Hoolee, 1825) и Холи (Holi) у издањима објављеним након 1910.

## Легенде

### Радха Кришна
У индијском региону Браџ, гдје су одрасла хиндуистичка божанства Радха и Кришна, фестивал се слави до Ранг Панчмија у знак сјећања на њихову божанску љубав једно према другом. Свечаности званично означавају почетак прољећа, а Холи се слави као празник љубави. Гарга Самхита, пуранско дјело Мудраца Гарге, било је прво књижевно дјело у коме се помиње романтични опис Радхе и Кришне који играју Холи. Иза фестивала стоји и популарна симболична легенда. У младости, Кришна је очајавао да ли би га Радха која је свијетле пути вољела због његове тамне боје коже. Његова мајка Јашода, уморна од његовог очаја, тражи од њега да приђе Радхи и замоли је да му обоји лице у коју боју жели. То је Радха урадила и Радха и Кришна су постали пар. Од тада се Холи обиљежава бојењем лица као  Радха и Кришна. Изван Индије, те легенде помажу да се објасни значај Холија, који је уобичајен у неким карипским заједницама индијског поријекла као што су Гвајана, Суринам, Тринидад и Тобаго и Јамајка, гдје се назива Фагва. Такође се прославља на Маурицијусу, Фиџију и Јужноафричкој Републици.

### Вишну
Постоји симболична легенда која се налази у 7. поглављу Бхагавата Пуране, а која објашњава зашто се Холи слави као празник побједе добра над злим у част хиндуистичког бога Вишнуа и његовог поклоника Прахладе. Краљ Хиранјакашипу, Прахладин отац, био је краљ демонских Асура и зарадио је благодат која му је дала пет посебних моћи: није могло да га убије ни људско биће ни животиња, ни у затвореном ни на отвореном, ни дању ни ноћу, ни астрама (пројектилним оружјем) нити било којом шастром (ручно оружје), ни на копну, ни у води ни у ваздуху. Он је постао арогантан, мислио је да је Бог и захтијевао је да сви обожавају само њега, али је његов син Прахлада остао одан Вишнуу. То је разбјеснело Хиранјакашипуа, који је подвргао Прахладу окрутним казнама, од којих ниједна није утицала на дјечака или на његову ријешеност да уради оно што је сматрао исправним. Холика, Прахладина зла тетка, преварила га је да сједне на ломачу са њом. Холика је на себи имала огртач који ју је чинио отпорном на повреде од ватре, док Прахлада није. Како се ватра ширила, огртач је полетио са Холике и покрио Прахладу, који је преживио док је Холика изгорела. Вишну, бог који се појављује као аватар да обнови дарму у хиндуистичким вјеровањима, узео је облик Нарасимхе – пола човјека и пола лава (који није ни човјек ни животиња), у сумрак (када није био ни дан ни ноћ), узео Хиранјакашипуа на кућни праг (који није био ни у затвореном ни на отвореном), ставио га у крило (које није било ни земља, ни вода ни ваздух), а затим му растргао утробу и убио га његовим лављим канџама (које нису биле ни ручно ни лансирано оружје).
Холика ломача и Холи означавају прославу симболичне побједе добра над злом, Прахладе над Хиранјакашипуом и ватре која је спалила Холику.

### Кама и Рати
Између осталих хиндуистичких традиција као што су шивизам и шактизам, легендарни значај Холија је повезан са Шивом у јоги и дубокој медитацији. Богиња Парвати желећи да врати Шиву на свијет, тражи помоћ од хиндуистичког бога љубави Каме на Васант Панчами. Бог љубави гађа стријеле у Шиву, који отвара своје треће око и спаљује Каму у пепео. То узнемирава и Камину жену Рати (Камадеви) и Шивину жену Парвати. Рати врши сопствену медитативну аскезу четрдесет дана, након чега Шива разумије, опрашта из саосјећања и враћа бога љубави. Тај повратак бога љубави слави се 40. дана након Васант Панчами фестивала као Холи. Легенда о Ками и њеном значају за Холи има много варијанти, посебно у Јужној Индији.

## Културни значај
Холи има културни значај међу различитим хиндуистичким традицијама индијског потконтинента. То је празнични дан да се заврше и ријеше грешке из прошлости, да се сукоби окончају сусретом са другима, дан за заборав и опраштање, када људи враћају или опраштају дугове, а такође означава почетак прољећа, прилику за људе да уживају у промјени годишњих доба и стекну нове пријатеље.
Од посебног је значаја у региону Браџ, који укључује локације које су традиционално повезане са Радха Кришном: Матура, Вриндаван, Нандгаон, Барсана и Гокула. Та мјеста су популарне туристичке атракције током Холија.
Изван Индије, Холи обиљежавају хиндуси у Непалу, Бангладешу и Пакистану, као и у земљама са великом популацијом дијаспоре из Индије широм свијета. У Лестеру се одвија највећа прослава на свијету изван Индије, а такође се организују велике прославе у Њујорку и Аустралији. Ритуали и обичаји варирају у зависности од локалних прилагођавања.

### Друге индијске религије
Фестивал су традиционално обиљежавали и нехиндуси, као што су џаини и неварци из Непала.
У Могулском царству, Холи се славио са великим узбуђењем и људи свих каста су могли да баце боју на цара. Шарма је 2017. написао да постоји неколико слика могулских царева који славе Холи. Велике прославе су одржаване у Црвеном утврђењу, гдје је фестивал био познат и као Еид е гулаби или Аб е Пасхи. Мехфили су се одржавали широм зидинама утврђеног града Делхија, у којима су учествовали такође аристократе и трговци. То се промијенило током владавине цара Аурангзеба, који је ферманом забранио јавну прославу у новембру 1665. године. Прослава је касније поново покренута након смрти цара Аурангзеба, а последњи могулски владар — Бахадур Шах Зафар је лично написао пјесму за фестивал, док су о њему такође писали пјесници као што су Амир Дехлеви, Ибрахим Рашан, Назир Акбарабади и Мехџор Лакнави.
Сики су традиционално славили фестивал, најмање до 19. вијека, а историјски текстови га помињу као Хола. Гуру Гобинд Синг, последњи људски гуру Сика, модификовао је Холи тродневним фестивалом борилачких вјештина под називом Хола Мохала. Продужење је почело дан након Холи фестивала у Анандпур Сахибу, гдје би војници сика тренирали у лажним биткама, такмичили се у јахању, атлетици, стрељаштву и војним вјежбама.
Холи су прослављали Махараџа Ранџит Синг и његово Сикско царство које се простирало преко модерних сјеверних дјелова Индије и Пакистана. Према извјештају часописа Tribune India, судски записници сика наводе да су Ранџит Синг и његови званичници у Лахору 1837. године користили 300 различитих гомила боја, а обично су прослављали Холи у вртовима Билавал, гдје су били постављени украсни шатори. Године 1837. сер Хенри Фејн, који је био главнокомандујући британске индијске војске, придружио се прославама Холија које је организовао Ранџит Синг. Мурал у тврђави Лахор спонзорисао је Ранџит Синг и на њему је приказан хиндуистички бог Кришна како игра Холи са гопијама. Након смрти Ранџита Синга, његови синови и други наставили су да славе Холи сваке године уз боје и раскошне свечаности, а колонијални британски званичници су се придружили тим прославама.

## Прославе

### Холика дахан
Ноћ уочи Холија назива се Холика дахан или „Чоти Холи“, када се људи окупљају око запаљене ватре, симболизујући побједу добра над злим, као и уклањање старог и долазак новог. Око ватре се изводе различити ритуали као што су пјевање и играње. Тај ритуал је изведен из приче о Холики, која је покушала да убије Прахладу, сина Хиранјакашипуа, пламеном ломаче. Иако је Холика била обдарена благодатима да остане имуна на ватру, она је спаљена у пепео, док је Прахлада остао неповријеђен.

### Главни дан
Следеће јутро се слави као Рангвали Холи (Дулети), током којег се људи мажу и натапају једни друге бојама, користе се водени пиштољи и балони пуњени водом за игру и бојење једни других, при чему се свака особа и свако мјесто сматрају доступним за бојење. Групе људи често носе бубњеве и друге музичке инструменте, са којима иду од мјеста до мјеста, пјевају и плешу. Током дана, људи посјећују породицу, а пријатељи и непријатељи се окупљају да ћаскају, уживају у храни и пићу и посебним специјалитетима за Холи. То је такође фестивал праштања и нових почетака, који ритуално има за циљ стварање хармоније у друштву. Многи градови у Утар Прадешу такође организују Кави самелан увече.
Људи у групама пјевају и плешу, неки свирају бубњеве и дхолак, а послије сваког заустављања забаве и играња са бојама, једу се специјалитети као што су гуџи, матри, малпуе и остало. Хладна пића, укључујући пића направљена од марихуане, такође су дио свечаности.

### Индија

#### Бихар, Источни Утар Прадеш и Џарканд
Холи је познат као Фагува или Фагуа на језику Бхоџпури, а у тим крајевима такође преовлађује легенда о Холици. Уочи Фалгуна пурниме, људи пале ломаче, у које обично стављају осушене колаче од кравље баљеге, дрво Арад или дрва Реди и Холику, житарице из свјеже жетве и непожељно лишће. За вријеме паљења Холике људи се окупљају код ломаче, при чему најстарији члан скупа или пурохит покреће паљење, а затим друге премаже бојом као знак поздрава. Следећег дана фестивал се слави са бојама и уз забаву. Традиционално људи такође чисте своје куће да би обиљежили фестивал.
У Бихару се прославља посебан догађај под називом Холи Милан, гдје чланови породице и остали посјећују породице једни другима, наносе боје (абир) једни другима на лица и стопала, ако су старији. Обично се то ради током вечери на Холи, дан након што се Холи са влажним бојама игра ујутру до поднева. Због великих унутрашњих миграцијских проблема са којима се људи суочавају, та традиција је полако почела да се мијења и уобичајено је да се Холи Милан практикује неки други дан, прије или послије самог дана Холија. Холи Милан се такође слави у округу Горакхпур у Утар Прадешу.
Иако се фестивал обично слави у бојама, на неким мјестима се слави са воденим растворима блата или глине. Народне пјесме се пјевају у високом тону и људи плешу уз звуке дхолака (двоглавог бубња) и духа Холија. Опојни бханг, направљен од канабиса, млијека и зачина, конзумира се са разним специјалитетима, као што су пакоре и тхандаи, како би се побољшало расположење током фестивала.
У Канпуру прослава траје седам дана, а последњег дана се слави вашар Ганга Мела или Холи Мела. Сајам су започели борци за слободу који су се борили против британске владавине.

#### Гоа
Холи се локално зове Укули на језику конкани. Слави се око храма Конкани који се такође зове храм Госрипурам. Дио је прољећног фестивала у Гои познатог као Шигмо или Сисиротсава, а који траје око мјесец дана. Фестивал је дио дужих, опсежнијих прољећних прослава. Холи свечаности (али не и Шигмо свечаности) укључују: Холика Пуџу и Дахан, Дхулвад или Дхули вандан, као и Халдуне или нуђење жуте и шафранске боје или Гулала божанству.

#### Гуџарат
У Гуџарату фестивал траје два дана. Увече првог дана ложи се ломача и ватри се приноси сирови кокос и кукуруз. Други дан је фестивал боја или „Дхулети“, који се слави прскањем обојене воде и наношењем боја једна на другу. Људи у Дварки, приобалном граду у Гуџарату, славе Холи у храму Дваркадхиш, а музичке свечаности се одржавају широм града. Холи такође обиљежава пољопривредну сезону раби усјева.
Негдје постоји обичај у неподијељеним хиндуистичким породицама да жена туче свог зета саријем умотаним у конопац у лажном бијесу и покушава да га залије бојама, а заузврат јој зет увече доноси индијске слаткише.

#### Џаму и Камшир
На територији Џаму и Камшир, за вријеме Холија долазе људе из других дјелова Индије, као и мали број туриста, који славе празник заједно са локалним становништвом. Прослава се изводи на традиционални начин паљења Холика ломаче првог дана, а затим прскањем обојене воде и праха једни на друге другог дана. Људи купују водене пушке, играчке и шарене балоне недељу дана прије празника на локалној пијаци.
Првог дана Холија у вечерњим сатима пали се грм сувог лишћа и стабала како би се направила ломача. Празник као нерадни дан првог дана је углавном ограничен, док је другог дана званични празник у свим владиним организацијама, а дјеца углавном не похађају школу током оба дана.
Људи стављају суве боје једни другима на лице након ритуала спаљивања Холике да би пожељели срећан Холи и поздравили се грљењем, а традиција грљења представља симбол заборављања свих несугласица и опраштања другима. У фестивалу учествују и странци туристи, који иду у оближње паркове или празне путеве да запљускују друге водом и прахом у боји. Током другог дана се организују разни догађаји као вид прославе, на којима људи пјевају и играју. Фестивал се завршава око 15 или 16 часова поподне, када се сви враћају кућама и имају традиционални оброк.

#### Карнатака
У држави Карнатака фестивал је познат под именом Камана хаба по богу пожуде Ками, који је познат и као Камадева. Према вјеровању, када је читава Девалока била угрожена Шива је био у самадији, због чега су остали мислили да ће их то учинити слабим, а Шиву најмоћнијим. Да би га спријечили да дође у то стање, послали су Каму и Рати, да га она прекине својим сензуалним плесом и пјесмама. То је наљутило Шиву и он је отворио своје треће око и спалио Каму у пепео. На захтјев Камине жене Рати да обнови тијело свог мужа, Шива јој је дао моћ да види Каму и од тада Рати једина може да га види. Током тог дана људи своје негативно осјећање Каме спаљују у ватри Знања.
Током тог дана, мушки чланови породице треба да краду крављу баљегу и балване из сусједних кућа, а затим увече играју плес око ломаче која се назива „Камадахани“, а која је запаљена спаљивањем украдене робе, док дјевојке помажу мајкама у прављењу холигеа, који се нуди Камадеви у огромном агникунду.
У граду Сирси, Холи се слави јединственим народним плесом под називом „Бедара веша“, који се изводи током ноћи почевши пет дана прије самог фестивалског дана. Фестивал се слави сваке године наизмјенично у граду и њему присуствује велики број туриста из различитих дјелова Индије.

#### Махараштра
У Махараштри, Холи је познат под називом Шимга, а свечаности трају пет до седам дана. Недељу дана прије фестивала, млади обилазе заједницу, скупљају дрва и новац, а на дан Шимге, дрва се скупљају у огромну гомилу у сваком крају. Увече се пали ватра, свако домаћинство доноси оброк и десерт у част бога ватре, а пуран поли је главна посластица. Прославе са бојама се одржавају на дан Ранг Панчамија, пет дана послије Шимге.
За вријеме режима Марата, фестивал се славио са великом помпом. На дан Холија је петогодишња Џиџабаи, ћерка Лакхуџија Џадава, попрскала обојену воду и бацила гулал на младог Сахаџија, сина Малаџирао Бовалеа и истог дана је објављена њихова вјеридба. Убрзо су се вјенчали, а касније је Џиџабаи родила Шиваџија, оснивача царства Марата.

#### Манипур
У Минапуру се Холи слави шест дана и спаја се са фестивалом Јаосанг, са којим је спојен након појаве вишнуизма у 18. вијеку. Мала дјеца иду од куће до куће да сакупе новац (локално познат као накаденг) и поклоне прва два дана. Према традицији, првог дана се прави сламната колиба од сијена, грања и штапова, а затим се пали као ломача. Следећег дана дјечаци у групном плесу под називом Табал чонгба играју Холи са дјевојкама, приликом чега дјевојке извлаче новац од дјечака за игру са њима. Плес је кроз историју био праћен народним пјесмама и ритмичким ударцима аутохтоног бубња, али у модерном добу плес прате музика бендова и флуоресцентне сијалице.
У храмовима Кришне људи пјевају пјесме побожности, изводе се плесове и славе уз абер (гулал) носећи традиционалне бијеле и жуте турбане. Последњег дана фестивала, велике поворке људи иду до главног храма Кришне у близини Имфала, гдје се одржава неколико културних активности. Последњих деценија, Јаосанг, врста индијског спорта, постала је уобичајена на многим мјестима у долини, гдје људи свих узраста излазе да учествују у бројним спортовима који су донекле измијењени за празник.

#### Одиша
Људи у држави Одиша слави празник под називом Дола или Пусхпадола на дан Холија, када иконе врховног бога Џаганата мијењају са иконама Кришне и Радхе. У селима се славе поворке божанстава под називом Дола Мелана и приноси се бхог као понуда божанствима. Традиција под називом „Дола јатра“ је била распрострањена и прије 1560. године, много прије него што је настао Холи, када су људи носили идоле Џаганата, Балабхадре и Субхадре у „Доламандапу“ (подијум у храму Џаганат). Људи су нудили божанствима природне боје познате као „абир“ и стављали их једни другима на стопала.
У граду Пури, један од ритуала је подизање идола Вишнуа и његове супруге на црном каменом луку, гдје се љуљају на трону објешеном ланцима са прстенова лука.

#### Панџаб
У Панџабу, осам дана који претходе Холију су познати као лухатак, а ноћ прије Холија се пали ломача Холика дахан. Икбал Секхон је у својој књизи из 2000. под називом Панџаби: људи, њихова историја, култура и предузимљивост, написао да људи почињу да бацају боје неколико дана прије Холија.
У књизи Зборник радова - Конференција о историји Панџаба написано је да је кроз историју заједница Лубана у Панџабу славила Холи са великом помпом и представом. Закопавали су бакарни новчић и бетел орах, гомилали су колаче од кравље баљеге и палили велику ватру. Када би ватра изгорјела, тражили су новчић и бетел орах, а онај ко би их нашао сматрао се веома срећним. На другим мјестима у Панџабу, људи током празника задиркују друге, о чему је Нирмал Босе написао да у Панџабу преовлађује обичај изигравања холи-будала.
На дан Холија, људи бацају боје једни на друге. За локално становништво празник означава крај зиме, а популарна је изрека да је фалгуна мјесец за плодове, јер дрвеће и биљке почињу да цвјетају од дана фестивала Басанта и почињу да рађају до Холија.
Током фестивала су зидови и дворишта сеоских кућа украшени цртежима и сликама сличним ранголију у јужној Индији, мандани у Раџастану и руралним умјетностима у другим дјеловима Индије. Та умјетност је позната као чоукпурана у Панџабу и дају јој облик сељанке у држави. У двориштима се та умјетност црта помоћу комада тканине, а обухвата цртање мотива дрвећа, цвијећа, папрати, пузавица, биљака, паунова, паланки, геометријских шара заједно са вертикалним, хоризонталним и косим линијама.
Фолклорне позоришне представе познате као сванг или наутанки одржавају се током Холија, с тим да представе наутанки изворно потиче из Панџаба. Селф је у књизи из 1993. написао да се одржавају сајмови који понекад трају доста дана. У неким дјеловима се изводе борилачке вјештине попут стреличарства, мачевања, отменог јахања, везивања шатора и вјештог руковања другим справама за напад и одбрану. Свечаности се завршавају поворком која пролази кроз град почевши од Такт Кесхгар Сахиба. Људи учествују на фестивалу храбрости обучени у дугачку тунику јарко тамноплаве боје, са разрађеним турбаном, понекад огромне величине, понекад са тракама јарко жуте боје, наоружани оружјем по сопственом избору, са луковима и стријелама, копљима, мачевима и штитом, мускетама, пушкама или нечим другим.
Заједничка гозба под називом лангар је отворена током цијелог дана и траје све док има учесника.

#### Телангана
Холи се на телушком језику назива Камуни пунами/Кама пурнима или Јајири, а такође је познат под различитим именима као што су Камавилас, Камуни пандуга и Кама-даханам.
У Телангани се организује десетодневни фестивал, од којих су последња два дана најзначајнија. Као и у другим дјеловима Индије, девет дана прије Холија, дјеца славе камуду играјући Колата штапиће уз пјевање народних пјесама званих јајири и сакупљају новац, пиринач, кукуруз и дрва. Због тога је Холи познат као фестивал „Јајири пјесама и Камуди игара“, а девете ноћи сва дрва се састављају и пале представљајући Кама даханам. Године 2023. објављено је да је обичај јајири у опадању и да је само мало дјеце ишло у сакупљање.
Десети дан фестивала се слави као Холи, када се цвијеће Модуга/Гогу (Butea monosperma) меље и мијеша у врућој води за припрему обојене воде за фестивал.

#### Трипура
У Трипури је Холи познат као Дол пурнима или Долјатра и означава почетак прољећа, а за многе и почетак Нове године.

#### Западни Утар Прадеш
Матура је родно мјесто Кришне, а у селу Нандгаон и Барсани, граду у близини Матуре у региону Браџ у Утар Прадешу, преовладава легенда о љубави Радхе и Кришне. Кришна је често задиркивао Радху и њене пријатеље у Барсани, а жене Барсане су разиграно тјерале Кришну и његове другове штаповима или латисима. Припреме почињу недељама прије главног дана фестивала, када мјештани украшавају улице украсима и вјежбају традиционалне народне пјесме и игре. Свечаности под називом Латмар Холи почињу процесијом, у којој мушкарци из Нандгаона иду према Барсани, гдје их жене из Барсане дочекују са бамбусовим штаповима и бојама. Мушкарци углавном носе штитове и покушавају да се спасу од тих напада, а лажна битка подсјећа на љубав Радхе и Кришне. Латмар Холи се слави и на имању храма Радха Рани, гдје се окупљају хиљаде људи да присуствују Латмар Холију, у којем жене тјерају и туку мушкарце штаповима док људи са стране постају хистерични, пјевају Холи пјесме и вичу „Радхе, Радхе“ или „Сри Радхе Кришна“. Холи пјесме Браџ Мандала пјевају се на чистом Браџ локалном језику, мушкарци понекад пјевају провокативне пјесме у покушају да привуку пажњу жена, које тада користе дугачке мотке да би тукле мушкарце, који се бране штитовима.
У Вриндавану се тај дан слави посебном пуџом и традиционалним обичајем обожавања Радха Кришне, а фестивал траје 16 дана. Широм регије Браџ и сусједних мјеста као што су Хатрас, Алигар и Агра, Холи се слави углавном на исти начин као у Матури, Вриндавану и Барсани.
Традиционална прослава укључује Матки под, сличан Дахи хандију у Махараштри и Гуџарату током фестивала Кришна Џанмаштами, а оба се врше у знак сјећања на бога Кришнуа, који се такође назива Макан чор. То је историјска традиција регије Браџ, као и западног региона Индије. Земљани лонац напуњен путером или другим млијечним производима окачен је високо за конопац. Групе дјечака и мушкараца пењу се једни другима на рамена како би формирали пирамиде да би га досегнули и разбили, док дјевојке и жене пјевају пјесме и бацају обојену воду на пирамиду да би им одвратиле пажњу и отежале им посао. Тај ритуални спорт је настављен да се практикује и у заједницама хиндуистичке дијаспоре.

#### Утараканд
Код народа Кумаони у Утараканду славе се три различита типа Холија, Кади Холи, Баитки Холи и Махила Холи, а сва три су заснована на пјевању класичних пјесама. Кади Холи се слави углавном у руралним дјеловима државе, гдје људи плешу у групама и пјевају пјесме уз мелодије хурке и дхола, носећи традиционалну бијелу чуридар пајаџаму и курту. У храмовима се прославља уз пјевање рага на тему Холија. Баитки Холи је познат и као Нирван ки Холи или Холи спасења, почиње током Басант Панчамија и слави се до Дулхендија. У неким дјеловима државе почиње и неколико мјесеци раније, а прослава Баитки Холија почиње раније од прославе Кади Холија. Људи плешу уз мелодије етно музике, а пјесме се пјевају у одређеном низу у зависности од доба дана; у подне су пјесме засноване на пели, бимпаласи и саранг рагама, док су вечерње пјесме засноване на рагама као што су калјан, шјамкалјан и јаман. Махила Холи се прославља на исти начин као Баитки Холи, али учествују само жене, које пјевајући пјесме показују своју љубав према породици и пријатељима.
Најпознатија Холика ломача зове се Чер Бандан и пада 15 дана прије Дулхендија, а спаљује се прије ноћи Холија која симболизује побједу добра над злом. Ломача се прави са зеленом граном дрвета Паја у средини, свако село и кварт строго чувају своју ломачу, док ривалски „мохалови“ покушавају да је украду једни другима.
Боје које се користе током Холија потичу из природних извора. Дулхенди познат као Чаради се прави од екстракта цвијећа, пепела и воде и фестивал се слави на исти начин широм сјеверне Индије.

#### Западни Бенгал
У Западном Бенгалу, код припадника покрета Гаудија ваишнавизма фестивал се зове Дол Јатра, Долотсава или Дол Пурнима, а прославља се као и код припадника ваишнавизма у региону Браџ и другим сампрадајима који су усредсређени на Кришну широм Индије. Неколико припадника бенгалског падавали ваишнавизма такође користе термин Холи за фестивал.
У Шантиникетану је Холи такође познат и као „Басанта Утсаб“ и слави се обожавањем икона Радхе и Кришне постављених на украшену љуљашку. На дан Дол Пурнима у раним јутарњим часовима, ученици (углавном у Шантиникетану) се облаче у одјећу боје шафрана или чисто бијелу одјећу и носе вијенце од мирисног цвијећа, пјевају и плешу уз пратњу музичких инструмената, као што су ектара, дубри и вина. Поклоници се смјењују да их љуљају док жене плешу око љуљашке и пјевају пјесме, а људи их непрестано гађају обојеном водом и сувим бојама. Традиција се промијенила у модерном времену и људи се ујутру играју са обојеном водом и прахом, а затим излазе на улице, гдје играју уз музику и бубњеве.
Године 1515. Чајтања Махапрабху је отишао у Вриндаван у данашњем Утар Прадешу да присуствује фестивалу у родном мјесту Кришне. По повратку у Бенгал, размишљао је да и ту започне фестивал и замолио је своје сљедбенике да намажу боју или абир на идола Господа Кришне, а затим да стављају тај абир једни на друге и да другим особама дају локални слаткиш звани малпоа.

#### Раџастан
У Раџастану, у региону Браџ у округу Батарпур, слави се Браџ Махотсав три дана, а посвећен је дјетињству бога Кришне, као и вјечној љубави Радхе и Кришне. Људи га славе носећи нову живописну шарену одећу, пјевајући и играјући се бојама. Ноћ уочи Холија пале се традиционалне ломаче Холика дахан, док се на сами фестивал, који се назива такође и Дуланди, слави прскањем обојене воде, пјесмама и плесом, док многи људи јашу слонове у колонама.
Мушкарци из заједнице Мали бацају боје на своје жене, а оне узвраћају ударајући их штаповима или комадом тканине. У Биканеру, мушкарци из заједница Харш и Вјас преко 300 година славе фестивал по имену Долчи Холи, гдје се не користе боје, већ бацају воду једни на друге, у малим посудама направљеним од камиље коже, познатим као Долчи.

### Непал
Холи се заједно са многим другим хиндуистичким фестивалима, слави у Непалу као национални фестивал и један је од најважнијих фестивала у држави заједно са Дашајном и Тихаром (Дипавали). Слави се у непалском мјесецу фалгун, због чега се назива и Фагу Пурнима. У регији Тераи слави се истог датума као индијски Холи, док се у остатку земље слави дан раније, а означава легенде о хиндуистичком богу Кришни. Вјерници славе фестивал заједно са хиндусима који ту живе, а славе га обожавањем светилиште богиње Сарасвати у храмовима Ваџрајогини.
Концерти се одржавају у већини градова, укључујући Катманду, Нарајангарх, Покхара, Итахари, Хетауда и Дхаран, а емитују се на телевизији са разним славним гостима.
Људи шетају по комшилуку да би прославили фестивал мажући боје и прскајући обојену воду једни на друге, а једна од популарних активности је бацање водених балона једни на друге, који се понекад назива лола (водени балон). У модерном добу је фестивал претворен у рат полова, у којем мушкарци гађају пролазнице воденим балонима, које неки пуне моторним уљем, бојом и прљавом водом, а неки сексуално узнемиравају жене. Обичај је вођен легендом о богу Кришни, који се једног дана пришуњао гопијама које су се купали у Јамуни и сакрио њихову одјећу, а затим је одбио да им је врати све док нису устале и извеле сурју намаскар, односно поздрав сунцу. Многи људи мијешају бханг (који се прави од канабиса, млијека и зачина) у своја пића и храну, као што се ради и током  фестивала Шиваратри. Сматра се да комбинација различитих боја на фестивалу одузима сву тугу и чини живот шаренијим.

### Пакистан
Холи слави мањинска хиндуистичка популација у Пакистану. Медији су извјештавали о догађајима у заједници Хиндуса у различитим градовима као што су Карачи, Хазара, Равалпинди, Синд, Хајдерабад, Мултан и Лахор. Хиндуска племена Чолистан у провинцији Панџаб у Пакистану играју игру звану Кхидо у данима који претходе Холију. Игру сматрају светом јер се вјерује да је Прахлада играо током свог дјетињства.
Холи није био државни празник у Пакистану од 1947. до 2016. године, када је пакистански парламент као дио резолуције о државним празницима усвојио Холи и Дивали за хиндуисте и Ускрс за хришћане као државне празнике, чиме је омогућено локалним владама и јавним институцијама право да прогласе Холи као празник и одобре одсуства за мањинске заједнице. Одлуку су неки Пакистанци критиковали, истичући забринутост да се проглашењем Холија за државни празник рекламира хиндуистички фестивал пакистанској дјеци.

## Индијска дијаспора
Током година, Холи је постао важан фестивал у многим регионима гдје год је индијска дијаспора присутна у великом броју, било да су узети као плаћени радници током колонијалног доба или гдје су емигрирали сами. Велике прославе се организују у западном свијету, Африци, Сјеверној Америци, Европи, Латинској Америци, дјеловима Азије, као и на Фиџију. У Берлину су од 2012. године почели да прослављају уз бацање шареног праха у небо.

### Суринам
Холи је државни празник у Суринаму, зове се Фагва и слави се да би се обиљежио почетак прољећа и хиндуистичке митологије. То је фестивал боја и уобичајено је да се носи стара бијела одјећа јер се очекује да ће бити испрљана.

### Тринидад и Тобаго
У Тринидаду и Тобагу се фестивал зове Фагва и славе га широм земље људи свих националности и вјероисповијести. Холика Дахан се слави ноћ прије фестивала, а биљка Ricinus се сади на церемонијалан начин уз пјевање мантри у част Холија и назива се Холика. Фестивал се слави прскањем боје на друге, за шта се користе рециклиране пластичне боце, које се праве од пвц цијеви и пластике и називају се пичакаре или се користе водени пиштољи. Пјевају се традиционалне пјесме које се називају човтал, на дијалекту Боџпури којим су на Тринидаду говорили унајмљени Индијци, уз коришћење музичких инструмената као што су дхолак и мањера, а музику прате плесачи. Многе хиндуистичке школе не раде током тог дана, док многи храмови у индо-карипској заједници врше пуџе у част Радхе Кришне, Сарасвати, Вишнуа, Лакшми и божанстава заштитника храмова. За дјецу се организује посебан догађај у оквиру дворишта хиндуистичке школе, гдје родитељи и наставници усмјеравају дјецу прихватљивом понашању.
Прославе се настављају и неколико дана касније, када се организују догађаји под називом Фагва мела, гдје се на отвореном окупљају људе из свих сфера живота, организују се концерти, културне изложбе и штандови са бројним шареним пудерима и традиционалном одјећом. Пундит Мукеш Махараџ из Принцес Тоуна, изјавио је да пост за Фагву обично почиње двије седмице прије самог дана прославе и да се очекује да се људи уздржавају од меса и алкохола током поста, али да неки то не чине. Он је изјавио да то није само фестивал или карневал, већ свети и вјерски празник, због чега постоји вјерски обред и да људи треба да се уздржавају од свих облика алкохола и свих ствари које су забрањене. Током поста се обављају пуџе или молитве, а поклоници уче народне пјесме и учествују у такмичењима.

### Гвајана
Фагва је државни празник у Гвајани, у чијој прослави учествују народи свих раса и религија. Главна прослава у Џорџтаун одржава се у Мандиру у Прашад Нагару. Фестивал су са собом донијели индијски мигранти, који су били главна радна снага у индустрији шећера, због чега су им послодавци на имањима шећера омогућили да славе празник као нерадни дан. Многе радње такође нису радиле током тог дана, већина банака и владиних институција су имали мањи обим посла и затварали су раније, а након стицања независности Фагва је проглашена за државни празник.

### Фиџи
Фестивал се на језику фиџи хинди зове Пагуа, а Индофиџијци га славе као фестивал боја, народних пјесама и игара. Народне пјесме које се пјевају називају се фаг гајан. Означава долазак прољећа и сазријевање усјева у сјеверној Индији, а такође се сматра периодом романтике. Слави се пјевањем народних пјесама и игара, играњем са пудером, парфемима, бојама и размјеном слаткиша. Многе пјесме на Фиџију су око теме љубавног односа између Радхе и Кришне. Након што је почео да се прославља у 19. вијеку славили су га само Хиндуси, а током година почели су да га славе људи свих религија.

### Маурицијус
На Маурицијусу, одржава се близу фестивала Шиваратри, слави почетак прољећа, сјећање на добре жетве и плодну земљу. Хиндуси вјерују да је то вријеме за уживање у богатим бојама прољећа и опраштања од зиме, а такође се сматра једним од најузбудљивијих вјерских празника који постоје. Ноћ прије се пали ломача, пјевају се пјесме и спрема се локална храна, а током дана људи славе бацајући прах у боји једни на друге.

### Сједињене Америчке Државе
Холи у многим државама Сједињених Америчких Држава славе углавном Јужноазијски Американци, највише они индијског поријекла. Обично се одржава у хиндуистичким храмовима или културним салама, чланови хиндуистичких удружења и волонтери помажу у организовању догађаја заједно са поклоницима храма. Прославе се организују и на отвореним улицама, у парковима и другим јавним просторима, гдје се људи посипају бојом, уз музику уживо. Нека од мјеста у којима се прославља фестивал су Њу Брансвик, Спаниш Форк, Хјустон, Далас, Саут Ел Монти, Милпитас, Маунтен Хаус, Трејси, Лејтроп, Чикаго, Потомак, Тампа, Стерлинг, Лас Вегас и Бостон.
Инспирисана фестивалом, у преко 20 градова широм земље се током године организује трка на 5 km, под називом „Обојена трка“. Од 2008. у Хјустону се сваке године организује велика прослава на отвореном, уз концерте, а 2022. присуствовало је око 15.000 људи.

### Индонезија
У Индонезији, индијски Индонежани и балинежански хиндуисти славе Холи као фестивал боја, а главне прославе се организују у Медану и на Балију. Индијски генерални конзулат на Балију организује прославу на отвореном у којој учествује и локално становништво и туристи, а прослављају наношењем боје и пудера једни на друге.

## Холи боје
Распрострањено је вјеровање да током прољећне сезоне, која је позната по промјенљивом времену, долази до различитих облика прехладе и грипа. Вјерује се да боје које се користе имају љековито дејство, јер је већина била природног поријекла. У модерном времену, са софистициранијом синтетичком хемијом, боје су постале свјетлије, а у неким случајевима и токсичније. Неке од бенигнијих, модерних боја за Холи, које се називају гулал и праве се у облику праха, су мјешавина више од 95% кукурузног скроба помијешаног са бојама за храну, љекове и козметику.
Традиционално се праве од палаша, нима, кумкума, куркуме, билве и других љековитих биљака које су предложили ајурведски љекари.
Многе боје се добијају мијешањем примарних боја. Занатлије производе и продају многе боје из природних извора у облику сувог праха, у недељама и мјесецима који претходе Холију. У Индији боје имају сигнале традиције и ритуала, подсјећају на избјегавајућу природу материје и посебан однос са свјетлошћу, а свака има своје значење.

### Наранџаста и црвена
Цвјетови дрвета палаш или тесу, који се називају и пламен шуме, типични су извори јарко црвене и дубоке наранџасте боје. Мирисна црвена сандаловина у праху, сушени цвјетови хибискуса, дрво броћ, ротквица и нар су алтернативни извори и нијансе црвене, док се мијешањем лимете са прахом куркуме ствара алтернативни извор праха наранџе, као и кључање шафрана (кесар) у води.
Црвена представља боју вјенчања, живота, фестивала и свеобухватне наклоности, за Хиндусе, као и за муслимане, будисте и џаинисте. Када удата жена умре, њено тијело се прекрива црвеном тканином, што симболизује њен вјенчани сари, док жена која постане удовица никада више не носи црвено и на смрти је прекривена бијелом, бојом чистоте и одрицања. Многи људи у Индији обиљежавају црвену тачку, или тилак, на свом челу, а такође се ставља на божанства и представља свети заштитни знак.

### Зелена
Мехенди и осушени листови дрвета гулмохур се користе за добијање зелене боје. У неким областима се за зелени пигмент користи лишће прољећних усјева и биља.
Зелена представља боју природе и среће, а такође је боја друге манифестације Вишнуа, принца Раме. У Махараштри и Андра Прадешу у централној Индији, удате жене често носе зелене наруквице и зелени сари у Рамину част, док удовице никада не носе зелено.

### Жута
Најчешћи извор за жуту боју је прах куркуме, који се некад мијеша са леблебијом или другим брашном да би се добила права нијанса. Алтернативни извори за жуту боју су воће баиљ, амалтас, врсте хризантеме и врсте кадифе.
Жута је повезана са трећом кастом, ваишијама или трговцима. У књизи светих химни Ригведа, старој око 3.500 година, говори се о Вишнуу као о ткачу, јер се сматра да је уткао сунчеве зраке у своју одјећу. Вишну и Кришна су скоро увијек приказани обучени у жуто, а на њиховим сликама, умјетници у Индији су понекад користили пигмент индијско жуто.

### Плава
Најчешћи извори за плаву боју су биљка индигофера, индијска бобица, врсте лозе, плави хибискус и цвијеће жакаранде. Добија се сушењем било којег од тих цвјетова у сјенци, а затим се самељу, док се влажна боја добија гњечењем бобице биљке индигофера, која се затим разблажује у води и мијеша док се раствор не уједначи.
Према хиндуистичком вјеровању, плава представља духовно сложену боју богова и лице Кришнуа.

### Магента и љубичаста
Цвекла је традиционални извор магента и љубичасте боје. Често се директно кувају у води да би се припремила обојена вода.

### Браон
Најчешћи извор браон боје су осушени листови чаја , док се одређене глине користе као алтернативни извор.

### Црна
Најчешћи извор за сиву и црну боју су разне врсте грожђа, плодови амле (огрозд) и биљног угљеника (угљен).

## Проблеми

### Утицај на здравље
Студија из 2007. открила је да је малахитно зелена, синтетичка плавичасто-зелена боја која се користи у неким бојама током фестивала, одговорна за јаку иритацију очију у Делхију, ако се очи нису опрале након излагања. Студијом је откривено да пигмент није продро кроз рожњачу, али да је забрињавајући и да је потребно даље проучавање.
У другој студији из 2009. објављено је да неке боје произведене и продате у Индији садрже индустријске боје на бази метала, што узрокује повећање кожних проблема код неких људи у данима након Холија. Те боје се производе у Индији, најчешће у малим неформалним предузећима, без икаквих провјера квалитета и слободно се продају на тржишту. Боје се продају без етикетирања и потрошачу се не пружају информације о извору боја, њиховом садржају и могућим токсичним ефектима. Неколико невладиних организација је почело кампању за безбједне праксе у вези са употребом боја, након чега се повећала производња и продаја асортимана сигурнијих боја добијених из природних извора као што су поврће и цвијеће.
Извјештаји су подстакли бројне групе да промовишу природније прославе Холија, као што су Делхијска кампања за чисту Индију Development Alternatives Group, Акциона група за животну средину Kalpavriksh, као и Avacayam Cooperative Campaign, која се бави развојем дјеце. Они су покренули кампање да помогну дјеци да науче да праве своје боје за Холи од безбједнијих, природних састојака. Неке комерцијалне компаније као што је Национални институт за ботаничка истраживања, почеле су да продају „биљне“ боје, иако су оне знатно скупље од синтетичких. У многим дијеловима руралне Индије више се бирају природне боје или други дјелови прославе због доступности, умјесто синтетичких боја. Браћа Гуаранг и Саураб Мота из Мумбаја су 2016. покренули  бренд природних боја под називом Monks Bouffe, које могу и да се једу, а током 2024. су продали преко четири тоне боје.
У урбаним срединама, неки људи носе маске за нос и наочаре за сунце како би избјегли удисање пигмената и спријечили излагање очију хемикалијама.

### Утицај на животну средину
Еколошко питање везано за прославу Холија је традиционална ломача Холика, за коју се вјерује да доприноси крчењу шума и повећању загађења ваздуха. У извјештају из 2003. објављено је да се сваке године током Холија пали 30.000 ломача, при чему у свакој ватри изгори око 100 килограма дрвета, као и 7.500 стабала укупно.
Такође се наводи да употреба пигмената на бази тешких метала током Холија изазива привремено загађење отпадних вода, при чему се системи воде враћају на нивое прије фестивала у року од 5 дана.

## Утицај на друге културе
Холи се слави као друштвени догађај у дјеловима Сједињених Америчких Држава, као што је у храму Сри Сри Радха Кришна у Спаниш Форку, гдје се такође организују концерти, учење јоге и спремају се индијска јела за Холи. Организују се и разни фестивали као што су Холи Хаи на Менхетну, у држави Њујорк и фестивал боја у Њујорку.

### Догађаји инспирисани Холијем
Почели су да се организују бројни друштвени догађаји инспирисани Холијем, посебно у Европи и Сједињеним Америчким Државама, који се често организују као профитни или добротворни догађаји, на којима се плаћа улазница, са различитим распоредом који се не поклапа са стварним Холи фестивалом. Организују се музички фестивали као што је Фестивал боја, који је прво почео да се организује у Берлину, а затим у Минхену, Хановеру, Дрездену и Лондону. Један од музичких фестивала који се организују је и Холи уан, на којем се баца холи прах, а такође се организују и трке на 5 km, као што су Обојена трка, Холи трка која се између осталих организује и у Мадриду и , на којој се учесници поливају прахом на контролним пунктовима по километру. У Србији се организује трка на 5 km за старије и 500 метара за млађе, на којој се учесници посипају бојом. У Босни и Херцеговини се организује фестивал електронске музике у Брчком под називом БиХ фестивал боја. У школама широм Аустралије почеле су да се организују активности прикупљања средстава инспирисане Холијем, које користе платформе за прикупљање средстава као што су Australian Fundraising, School Fun Run, Colour Frenzy и Go Raise It Australia за спровођење таквих догађаја. У школама у Новом Зеланду су такође почеле да се организују активности за прикупљање средстава инспирисане Холијем, а једна од најпопуларнијих је обојена трка током које се на учеснике посипа прах, а коју организује локална компанија Go Raise It NZ.
Неки хиндуисти истичу забринутост да ти догађаји тривијализирају аспекте Холија ради комерцијалне добити, умањујући или потпуно игноришући културне и духовне коријене прославе, да нема никакве везе са хиндуизмом већ је само прилика да се заради новац. Организатори тих догађаја су истакли да се учешће плаћа како би се покрили трошкови различитих кључних аспеката њихових догађаја, као што су безбједни пудери у боји, безбједност учесника и забава.